# Прем'єр-міністр Малайзії

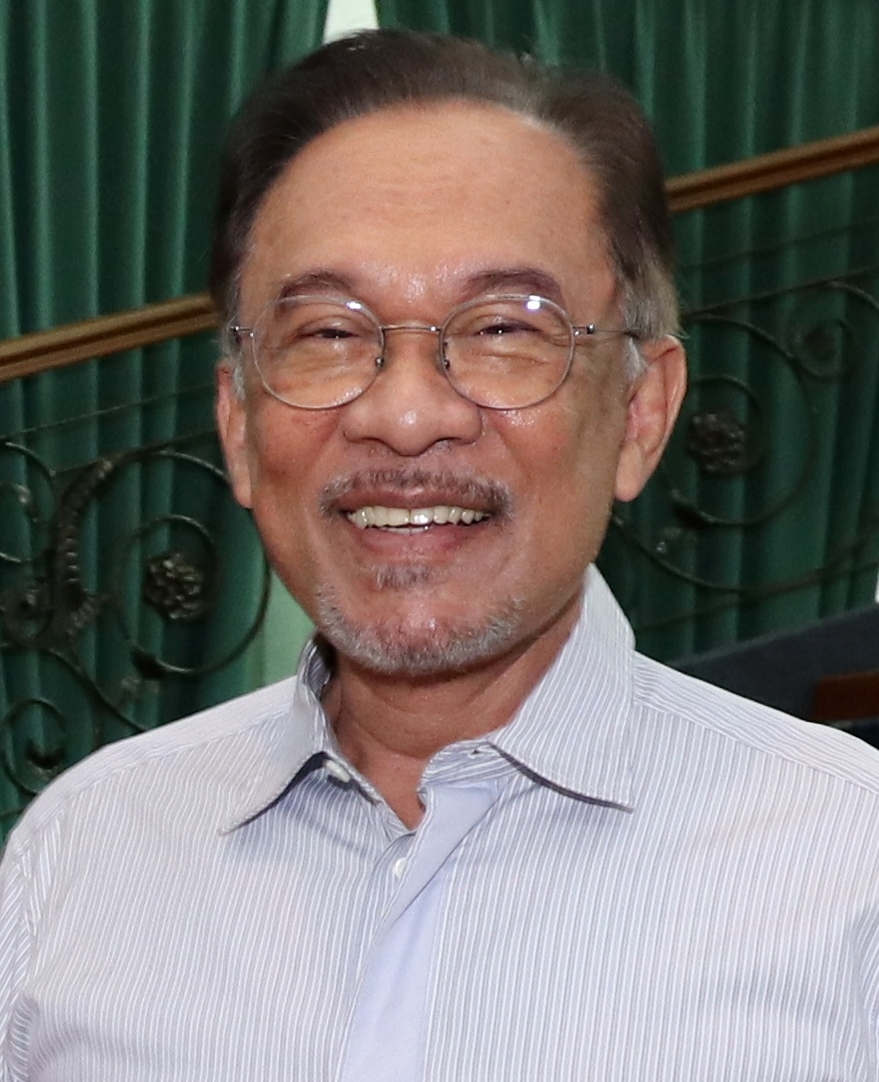
Анвар Ібрагім

Прем'єр-міністр Малайзії (малай. Perdana Menteri Malaysia) — голова уряду Малайзії, представляє вищу виконавчу владу країни. Ця посада заснована 1963 року, коли утворилась незалежна держава — Федерація Малайзія; пізніше Малайзія вийшла зі складу федерації, але посада прем'єр-міністра як глави кабінету міністрів залишилася. Прем'єр-міністр Малайзії не є главою держави.
Зазвичай прем'єр-міністром Малайзії стає лідер партії, що перемогла на виборах до Палати представників — нижньої палати Парламенту Малайзії. Офіс прем'єр-міністра розташований у місті Путраджая.

### Список прем'єр-міністрів
1. 1963–1970 — Абдул Рахман
2. 1970–1976 — Абдул Разак
3. 1976–1981 — Хуссейн Онн
4. 1981–2003 — Махатхір Мохамад
5. 2003–2009 — Абдулла Ахмад Бадаві
6. 2009–2018 — Наджиб Разак
7. 2018–2020 — Махатхір Мохамад
8. 2020–2021 — Мухіддін Яссін
9. 2021—2022 — Ісмаїл Сабрі Яакоб
10. з 2022 — Анвар Ібрагім